# Шпанско
Шпанско је загребачко насеље које се налази на крајњем западу града.
Према подели установљеној Статутом Града Загреба 14. децембра 1999. године, припада Градској четврти Стењевец, а чине га два месна одбора: Шпанско — југ и Шпанско — север.
На истом подручју налази се римокатоличка жупа и црква Блажене Дјевице Госпе жалосне.